# Rajoleria de Delfià
La Rajoleria de Delfià és un edifici del municipi de Rabós (Alt Empordà) que forma part de l'Inventari del Patrimoni Arquitectònic de Catalunya. Està situat al sud-est del nucli urbà de la població de Rabós, prop del límit municipal amb Garriguella, a escassa distància al nord-oest de l'ermita de sant Romà de Delfià.

## Descripció
És un edifici aïllat de planta més o menys rectangular, amb tota la coberta esfondrada. Consta de quatre crugies comunicades entre si mitjançant arcs de mig punt bastits en maons i recolzats als murs laterals de la construcció. L'última crugia es correspon amb el forn, de planta quadrada i bastit amb maons lligats amb morter. Conserva la graella en relatiu bon estat, tot i que coberta de vegetació. A la part inferior hi ha les dues obertures d'entrada, d'arc apuntat en gradació i bastides també en maons.
Al mur de tramuntana del forn hi ha una altra obertura bastida en maons, que el comunica amb un petit cos adossat destinat a les tasques pròpies de la rajoleria. A l'exterior, a l'extrem de migdia s'observa una gran acumulació de terra i restes de maons procedents de l'activitat del forn. La construcció és bastida en pedra sense treballar i fragments de maons, disposat irregularment i lligat amb morter de calç.